# Stefanie Berndorfer
Stefanie Berndorfer (geb. Dauber, * 31. Juli 1987 in Wiesbaden, Hessen) ist eine deutsche Leichtathletin, die sich auf den Stabhochsprung spezialisiert hatte.

## Berufsweg
Stefanie Berndorfer ist im Veranstaltungsmanagement und der Verwaltung des SSV Ulm 1846 tätig.

## Sportliche Karriere
Stefanie Berndorfer ist mehrfache Landesmeisterin und Süddeutsche Meisterin in der Halle als auch im Freien.
2016 wurde sie in Frankfurt-Kalbach Deutsche Hallenhochschulmeisterin.
2017 wurde Berndorfer in Frankfurt-Kalbach Deutsche Hallenhochschulvizemeisterin und kam bei den Deutschen Meisterschaften in Erfurt auf den 7. Platz.

2018 erreichte sie mit persönlicher Bestleistung von 4,31 m bei den Deutschen Hallenmeisterschaften in Dortmund den 4. Platz. 

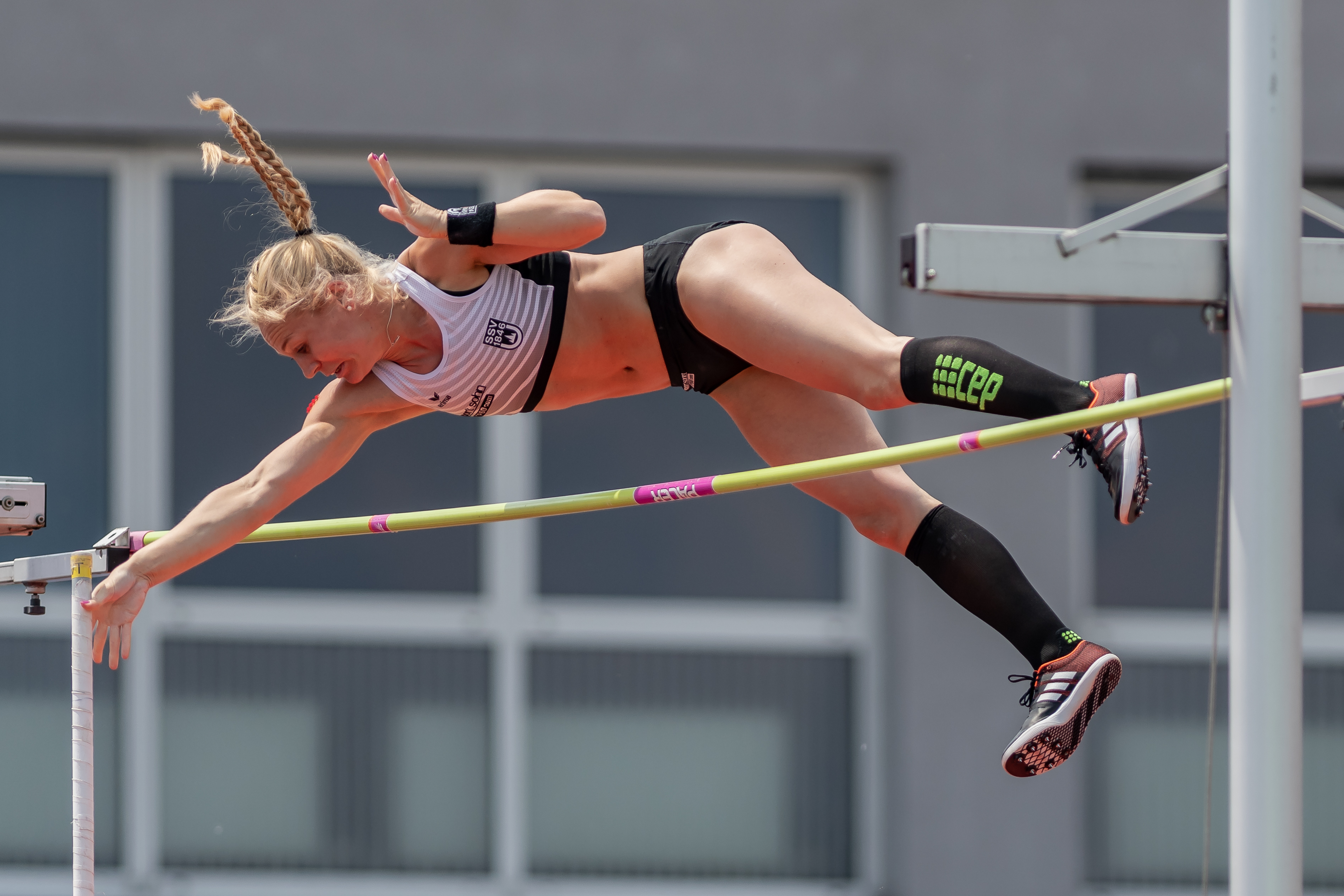
Berndorfer bei der Leichtathletik Gala Linz 2018

 Wie in der Hallensaison bestritt Berndorfer in der Freiluftsaison mehrere Wettkämpfe pro Monat und wurde in Nürnberg Deutsche Vizemeisterin mit persönlicher Bestleistung von 4,45 m, womit sie auch die Norm für die Europameisterschaften in Berlin erfüllte, wo sie in der Qualifikation ausschied.
2019 kam Berndorfer bei den Deutschen Hallenmeisterschaften wieder auf den 4. Platz und holte, wie im Vorjahr, Silber bei den Deutschen Meisterschaften.
2020 startete sie gleich zu Jahresbeginn mit persönlicher Hallenbestleistung von 4,40 m am 5. Januar beim Season Opening in Leverkusen in die Hallensaison und steigerte sich am 7. Februar beim 22. Internationalen Hallenmeeting in Chemnitz auf 4,46 m. Zwei Wochen später wurde Berndorfer in Leipzig Deutsche Hallenvizemeisterin. In der wegen der COVID-19-Pandemie spät gestarteten Freiluftsaison holte sie sich bei den Deutschen Meisterschaften in Braunschweig den Titel.
Im Dezember 2021 gab sie das Ende ihrer leistungssportlichen Karriere bekannt.

## Vereinszugehörigkeiten
Stefanie Berndorfer ist seit 2015 beim SSV Ulm 1846 und war zuvor beim USC Mainz, dem Wiesbadener LV und dem TV Bermbach. Bei der Deutschen Hochschulmeisterschaft startete sie 2016 und 2017 für die HS Ansbach.

## Bestwerte
(Stand: 4. Oktober 2020)

Leistungsentwicklung
| Jahr | Halle  | Freiluft |
| ---- | ------ | -------- |
| 2004 | 3,51 m | 3,80 m   |
| 2005 | 3,81 m | 3,70 m   |
| 2006 | 3,72 m | 3,90 m   |
| 2007 | 4,00 m | 3,90 m   |
| 2008 | –      | 3,62 m   |
| 2009 | 3,80 m | 3,80 m   |
| 2010 | 3,90 m | 3,70 m   |
| 2011 | 3,70 m | 4,02 m   |
| 2012 | –      | 4,00 m   |
| 2013 | –      | 3,80 m   |
| 2014 | –      | 4,00 m   |
| 2015 | –      | –        |
| 2016 | 4,00 m | 4,10 m   |
| 2017 | 4,20 m | 4,30 m   |
| 2018 | 4,31 m | 4,45 m   |
| 2019 | 4,30 m | 4,46 m   |
| 2020 | 4,46 m | 4,40 m   |

Persönliche Bestleistungen
- Halle: 4,46 m, (Chemnitz, 22. Internationales Hallenmeeting, 7. Februar 2020)
- Freiluft: 4,46 m, (Berlin, Deutsche Meisterschaften, 3. August 2019)

## Erfolge
national
- 2016: Deutsche Hallenhochschulmeisterin
- 2017: Deutsche Hallenhochschulvizemeisterin
- 2017: 7. Platz Deutsche Meisterschaften
- 2018: 4. Platz Deutsche Hallenmeisterschaften
- 2018: Deutsche Vizemeisterin
- 2018: 4. Platz Deutsche Hallenmeisterschaften
- 2019: Deutsche Vizemeisterin
- 2020: Deutsche Hallenvizemeisterin
- 2020: Deutsche Meisterin

international
- 2018: Teilnahme Europameisterschaften